# Clàssica Comunitat Valenciana 1969 - Gran Premio Valencia 2024
La Clàssica Comunitat Valenciana 1969 - Gran Premio Valencia 2024, quarantesima edizione della corsa, valida come primo evento dell'UCI Europe Tour 2024 categoria 1.1, si svolse il 20 gennaio 2024 su un percorso di 200 km, con partenza da La Nucia e arrivo a Valencia, in Spagna. La vittoria fu appannaggio dell'olandese Dylan Groenewegen, il quale completò il percorso in 4h35'42", alla media di 43,526 km/h, precedendo il francese Bryan Coquard e il tedesco Tim Torn Teutenberg.
Sul traguardo di Valencia 131 ciclisti, dei 147 partiti da La Nucia, portarono a termine la competizione.

## Squadre e corridori partecipanti
| N.      | Cod. | Squadra                 |
| ------- | ---- | ----------------------- |
| 1-7     | LTD  | Lotto Dstny             |
| 11-17   | UAD  | UAE Team Emirates       |
| 21-27   | MOV  | Movistar Team           |
| 31-37   | DAT  | Decathlon AG2R La Mond. |
| 41-47   | AQT  | Astana Qazaqstan Team   |
| 51-57   | GFC  | Groupama-FDJ            |
| 61-67   | COF  | Cofidis                 |
| 71-77   | ARK  | Arkéa-B&B Hotels        |
| 81-87   | JAY  | Team Jayco AlUla        |
| 91-97   | CJR  | Caja Rural-Seguros RGA  |
| 101-107 | BBH  | Burgos-BH               |

| N.      | Cod. | Squadra                      |
| ------- | ---- | ---------------------------- |
| 111-117 | EKP  | Equipo Kern Pharma           |
| 121-127 | EUS  | Euskaltel-Euskadi            |
| 131-137 | TEN  | TotalEnergies                |
| 141-147 | PTK  | Team Polti Kometa            |
| 151-157 | LTF  | Lidl-Trek Future Racing      |
| 161-167 | SAT  | Sabgal-Anicolor              |
| 181-187 | VRR  | Van Rysel-Roubaix            |
| 191-197 | IBA  | Illes Balears Arabay Cycling |
| 201-207 | BWB  | Bingoal WB                   |
| 211-217 | NMC  | Nice Métropole Côte d'Azur   |

## Ordine d'arrivo (Top 10)
| Pos. | Corridore           | Squadra     | Tempo    |
| ---- | ------------------- | ----------- | -------- |
| 1    | D. Groenewegen      | Jayco       | 4h35'42" |
| 2    | Bryan Coquard       | Cofidis     | s.t.     |
| 3    | Tim Torn Teutenberg | Lidl Future | s.t.     |
| 4    | Davide Cimolai      | Movistar    | s.t.     |
| 5    | Gleb Syrica         | Astana      | s.t.     |
| 6    | Carlos Canal        | Movistar    | s.t.     |
| 7    | Marc Sarreau        | Groupama    | s.t.     |
| 8    | Luca Mozzato        | Arkéa       | s.t.     |
| 9    | Rui Oliveira        | UAE         | s.t.     |
| 10   | Amaury Capiot       | Arkéa       | s.t.     |